# HIGHSCHOOL OF THE DEAD (曲)
「HIGHSCHOOL OF THE DEAD」（ハイスクール・オブ・ザ・デッド）は、岸田教団&THE明星ロケッツの楽曲。同グループ1枚目のシングルとして2010年8月18日にジェネオン・ユニバーサルから発売された。

## 概要
「HIGHSCHOOL OF THE DEAD」は、テレビアニメ『学園黙示録 HIGHSCHOOL OF THE DEAD』と同名の楽曲であり、実際に同アニメのオープニングテーマとして採用されている。ジャケットには、高城沙耶がフォークで自分の唇を傷つけている様子が描かれている。

## 収録曲
全曲 作詞・作曲：岸田、編曲：岸田教団&THE明星ロケッツ
1. HIGHSCHOOL OF THE DEAD [3:22]
  - テレビアニメ『学園黙示録 HIGHSCHOOL OF THE DEAD』オープニングテーマ
2. リプル [3:47]
3. HIGHSCHOOL OF THE DEAD（TV size）
4. HIGHSCHOOL OF THE DEAD（instrumental）
5. リプル（instrumental）